# Pápakovácsi
Pápakovácsi je vesnice v Maďarsku v župě Veszprém, spadající pod okres Pápa. Nachází se asi 3 km jižně od Pápy, 19 km severovýchodně od Devecseru a 35 km východně od Celldömölku. V roce 2015 zde žilo 582 obyvatel, z nichž 93,7 % tvoří Maďaři.
Kromě hlavní části k Pápakovácsi připadají ještě malé části Attyapuszta a Gyulamajor.
Pápakovácsi leží na silnici 8402. Je přímo silničně spojená s vesnicemi Ganna, Kup, Nóráp a městem Pápa. Pápakovácsi protéká potok Kis-Séd, který se později vlévá do řeky Marcal.
Ve vesnici se nachází zámek Somogyi-kastély a katolický kostel sv. Anny. Je zde též hřbitov a škola.